# Gagea megapolitana
Gagea megapolitana är en liljeväxtart som beskrevs av Heinz Siegfried Henker. Gagea megapolitana ingår i Vårlökssläktet och i familjen liljeväxter.
Artens utbredningsområde är Tyskland. Inga underarter finns listade.